# سورة الفلق
سُورَةُ الفَلَقِ هي سورة مكية من القرآن، في قسم المفصل، آياتها 5، وترتيبها في المصحف 113، في الجزء الثلاثين، بدأت بفعل أمر ﴿قُلْ أَعُوذُ بِرَبِّ الْفَلَقِ ۝١﴾ [الفلق:1]، نزلت بعد سورة الفيل، ويُطلق عليها وعلى سورة الناس اسم المعوذتين.
سُمّيت بأسماء عدة، منها: سورة «قلْ أعوذ بربّ الفلق»، و«سورةُ الْمعوّذةِ الأولى»، ومع سورة الناس تسمّيان «بالْمعوّذتيْن» أو «المشقشقتين» أو «المقشقشتين»، وتسميتُها في المصاحف وكتب التفسير «سُورَةُ الفلق». لا اختلاف تقريبًا في القراءات العشر للسورة، إلا في قراءة ورش عن نافع لـ «قُلْ أَعُوذُ» بنقل حركة الهمزة إلى اللام الساكنة قبلها وحذف الهمزة.
تتحدث السورة عن أمر الله للنبي بأن يتعوذ بالله ربِّهِ من شر ما يُتّقى شره من المخلوقات الشريرة، والأوقات التي يكثر فيها حدوث الشر، والأحوال التي تستتر أفعال الشر من ورائها؛ لئلا يرمى فاعلوها بتبعاتها، فعلَّم الله النبي هذه المعوذة ليتعوذ بها. فاشتملت السورة بالأمر بالاستعاذة من كل شر، ومن الليل إذا أظلم ومن شر الساحرات اللواتي ينفخن في العُقد، ومن شر حسد الحاسدين. وورد العديد من الأحاديث النبوية في فضلها، فكان النبي يقرأ هاتين المعوذتين إذا أوى إلى فراشه وينفث في يديه ويمسح بهما ما أقبل وأدبر من بدنه، ويأمر بقراءتهما دُبُرَ كل صلاة، كما حثَّ النبي على قراءتهما ثلاثًا في الصباح والمساء مع سورة الإخلاص.

## نص السورة
نص سورة الفلق برواية حفص عن عاصم كما في مصحف المدينة النبوية:
ولا اختلافَ تقريبًا في القراءات العشر للسورة، إلا في قراءة ورش عن نافع لـ «قُلْ أَعُوذُ» بنقل حركة الهمزة إلى اللام الساكنة قبلها وحذف الهمزة.

### تعدادها
عدد آيات سورة الفلق خمس آيات بالاتفاق، ولا اختلاف في عدّها. أما عدد كلماتها فثلاث وعشرون كلمة، قال أبو عمرو الداني: «وكلمها ثَلَاث وَعِشْرُونَ كلمة ككلم الْفِيل والمسد». وحروفها المرسومة 71 حرفًا حسب الرسم العثماني، بينما اختلف أهل العدد في عدد الحروف على قولين حسب اختلاف مناهجهم في العدّ. فقال أبو عمرو الداني: «وحروفها تِسْعَة وَسَبْعُونَ حرفًا كحروف الناس». وقالَ أبو إسحاق الثعلبي: «وهي أربع وسبعون حرفًا»، وكذلك قالَ الخطيب الشربيني: «أربع وتسعون حرفًا».

## التسمية
سمى النبي سورة الفلق بـ «قلْ أعوذ بربّ الفلق»، وهي وسورة الناس تسمّيان «الْمعوّذتيْن»، ذلك لأنهما تبتدئان بعبارة ﴿قُلْ اَعوذُ﴾. فقد روى أبو داود والترمذي وأحمد بن حنبل عن عقبةَ بن عامر قال: أمرني رسول الله أن أقرأ بالمعوذات (أي: آيات السورتين)، وفي روايةٍ بالمعوذتين في دبر كل صلاة، ولم يذكر أحد من المفسرين أن الواحدة منهما تسمى المعوذة بالإفراد، وسماها ابن عطية الأندلسي في «المحرر الوجيز في تفسير الكتاب العزيز» «سورة الْمعوّذة الأولى»، وعنْونهما أبو عيسى محمد الترمذي في سننه «الْمعوّذتيْن»، وتسميتها في المصاحف وكتب التفسير «سُورَةُ الفلق».
كما تُسمى مع سورة الناس «المشقشقتين» بتقْديم الشينين على الْقافيْن، كقولهم خطيب مُشَقشق، أي مسترسل القول تشبيهًا له بالفَحل الكريم من الإِبل يَهْدِر بشِقْشَقَةٍ وهي كاللحم يبرز من فيهِ إذا غضب.

## سبب نزول السورة

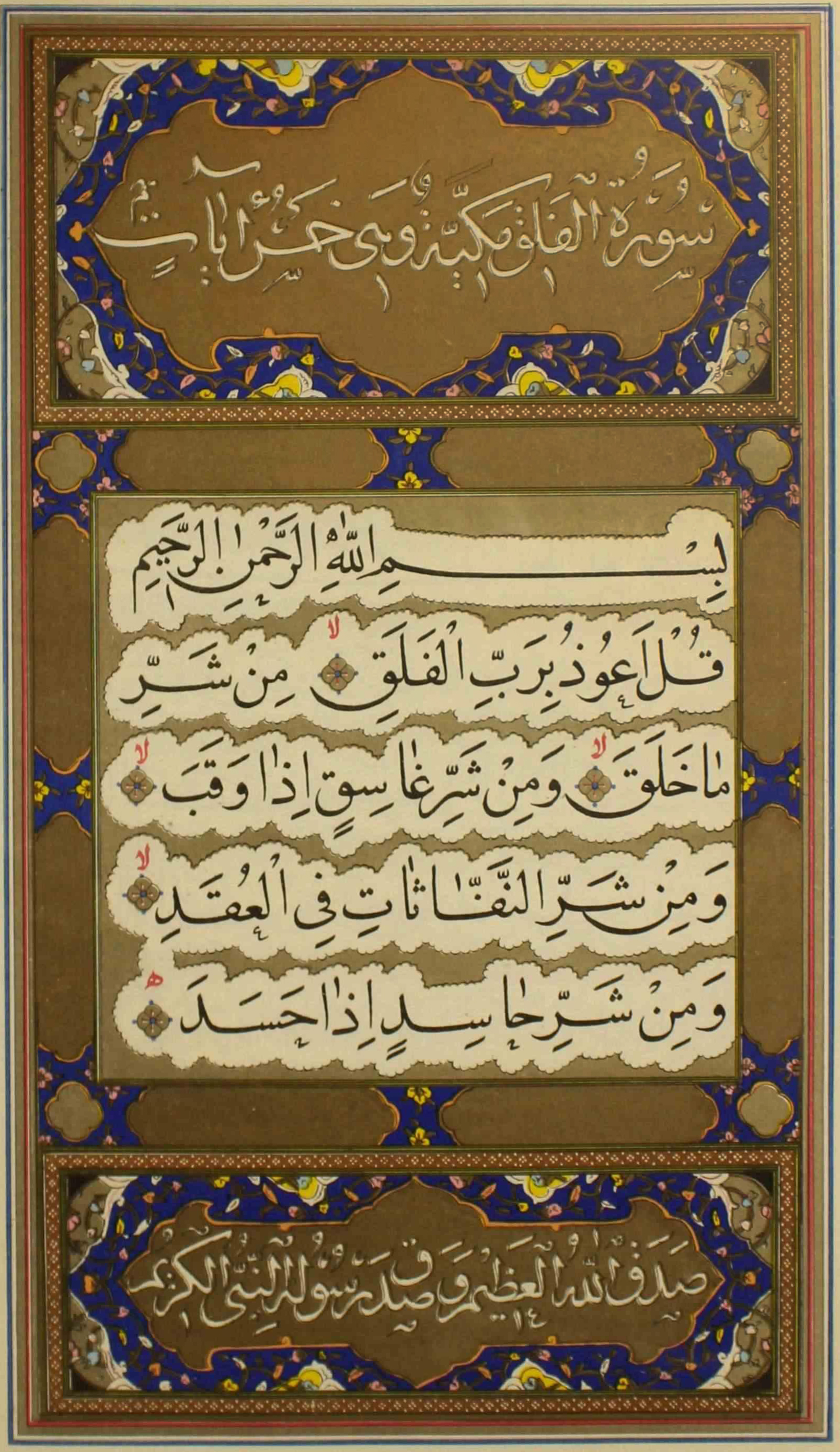
سورة الفلق من مصحف فارسي يعود إلى نهاية عصر الدولة الصفوية سنة 1117 هـ.

ذكر المفسرون أن المعوذتين نزلتا بسبب أن لبيد بن الأعصم سَحَرَ النبيَّ، وبالرغم من أن قصة لبيد بن الأعصم وردت في الصحيحين إلا أن الربط بينها وبين نزول السورتين لم يرد في الكتب الستة، وقد قيل إن سبب نزولهما أن قريشًا ندبوا من اشتهر بينهم أن يصيب النبي بعينه -أي بالحسد-، فنزلت المعوذتان ليتعوذ منهم بهما؛ لكن السبب الأول أشهر.
ورد في سبب نزول سورتي المعوذتين ما ذكره جلال الدين السيوطي في كتابه لباب النقول في أسباب النزول، وأخرجه البيهقي في دلائل النبوة عن ابن عباس قال: مرض رسول الله ﷺ مرضًا شديدًا، فأتاه مَلَكان، فقعد أحدهما عند رأسه والآخر عند رجليه، فقال الذي عند رجليه للذي عند رأسه: ما ترى؟ قال: طُبَّ، قال: وما طُبَّ؟ قال: سُحِرَ، قال: ومَنْ سَحَره؟ قال: لبيد بن الأعصم اليهودي، قال: أين هو؟ قال: في بئر آل فلانٍ تحت صخرةٍ في رَكِيَّة، فَأْتوا الرَّكِيَّة، فانزحوا ماءها، وارفعوا الصخرة، ثم خذوا الكُدْية وأحرقوها، فلما أصبح رسول الله ﷺ بعث عمار بن ياسر في نفر، فَأَتَوا الرَّكِيَّةَ، فإذا ماؤها مثل ماء الحناء، فنزحوا الماء، ثم رفعوا الصخرة، وأخرجوا الكُدْيَةَ، وأحرقوها، فإذا فيها وتر فيه إحدى عشرة عقدةً، وأُنزلت عليه هاتان السورتان، فَجَعل كلما قرأ آيةً انحلت عقدة: ﴿قُلْ أَعُوذُ بِرَبِّ الْفَلَقِ ۝١﴾ [الفلق:1] و﴿قُلْ أَعُوذُ بِرَبِّ النَّاسِ ۝١﴾ [الناس:1]. وفي ذات السبب أخرج أبو نعيم في دلائل النبوة عن أنس بن مالك قال: صنعت اليهود لرسول الله ﷺ شيئًا، فأصابه من ذلك وجع شديد، فدخل عليه أصحابه فظنوا أنه لُمَّ به، فأتاه جبريل بالمعوذتين، فعوَّذوه بهما، فخرج إلى أصحابه صحيحًا.
قال البغوي: «وقيل: كانت مغروزة بالإبر، فأنزل الله عز وجل هاتين السورتين، وهما إحدى عشرة آية: سورة الفلق خمس آيات، وسورة الناس ست آيات، فكلما قرأ آية انحلت عقدة، حتى انحلتِ العقد كلها، فقام النبي صلى الله عليه وسلم كأنما نشط من عِقال، قال: وروي أنه لبث فيه ستة أشهر، واشتد عليه ثلاثة أيام، فنزلت المعوذتان.». وجاء في كتاب «البرهان في تفسير القرآن»: «عَلِيُّ بْنُ إِبْرَاهِيمَ قَالَ: حَدَّثَنِي أَبِي، عَنْ بَكْرِ بْنِ مُحَمَّدٍ، عَنْ أَبِي عَبْدِ اللَّهِ ، قَالَ: «كَانَ سَبَبُ نُزُولِ الْمُعَوِّذَتَيْنِ أَنَّهُ وُعِكَ رَسُولُ اللَّهِ  فَنَزَلَ عَلَيْهِ جَبْرَئِيلُ  بِهَاتَيْنِ السُّورَتَيْنِ فَعَوَّذَهُ بِهِمَا»».

## زمن النزول
اختُلف في زمن نزول سورة الفلق، فقيل مكية، وقيل مدنية، والأشهر أنها مكيّة؛ فقد نزلت سورة الفلق بعد نزول سورة الفيل وقبل نزول سورة الناس، فتكون على ذلك السورة العشرين من سور القرآن نزولًا. وبالرغم من عدم وجود خلاف في مكيّة سورة الفيل، إلا أن الخلاف في زمن نزول المعوذتين يأتي من ربط بعض المُفسِّرين بين نزولهما وقصة لبيد بن الأعصم التي حدثت في المدينة. لذا أنكر عدد من المُفسِّرين العلاقة بينهما مثل الواحدي، ومحمد الطاهر بن عاشور، وقالا بأنها مكية، بينما رجح ابن كثير الدمشقي، والسيوطي أنها مدنية.

## فضلها

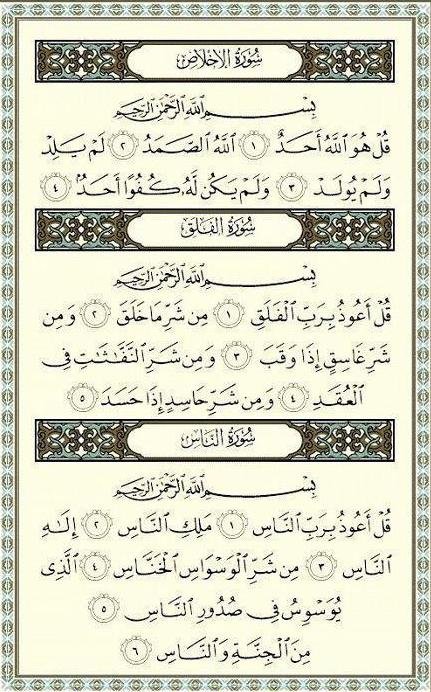
سورة الإخلاص وسورة الفلق وسورة الناس.

ورد العديد من الأحاديث النبوية في فضل سورة الفلق مع سورة الناس، فقد كان النبي يقرأ هاتين المعوذتين إذا آوى إلى فراشه وينفث في يديه ويمسح بهما ما أقبل وأدبر من بدنه، ويأمر بقراءتهما دبر كل صلاة، كما حث النبي على قراءتهما ثلاثًا في الصباح والمساء مع سورة الإخلاص وأن قراءتهن تكفي المرء من كل شيء. ومن الأحاديث التي وردت في فضلها:
- عن عقبة بن عامر قال: بينا أنا أقود برسول الله ﷺ في نقب من تلك النقاب، إذ قال لي: "يا عقب، ألا تركب؟" قال: فأجللت رسول الله ﷺ أن أركب مركبه، ثم قال: "يا عقب، ألا تركب؟" قال: فأشفقت أن تكون معصية، قال: فنزل رسول الله ﷺ وركبت هنيهة، ثم ركب، ثم قال: "يا عقب، ألا أعلمك سورتين من خير سورتين قرأ بهما الناس؟" قال: قلت: بلى يا رسول الله. قال: فأقرأني: قل أعوذ برب الفلق وقل أعوذ برب الناس، ثم أقيمت الصلاة، فتقدم رسول الله ﷺ فقرأ بهما، ثم مر بي، قال: " كيف رأيت يا عقب؟ اقرأ بهما كلما نمت وكلما قمت.[18]
- وروى مسلم بن الحجاج في صحيحه عن قيس بن أبي حازم، عن عقبة بن عامر قال: قال رسول الله صلى الله عليه وسلم: "ألم تر آياتٍ أنزلت هذه الليلة لم يُرَ مثلهن قط: "قل أعوذ برب الفلق" و"قل أعوذ برب الناس".[19]
- وعن عبد الله بن خبيب قال: خرجنا في ليلة مطر وظلمة شديدة نطلب النبي ﷺ ليصلي لنا، فأدركناه فقال: قل، فلم أقل شيئا، ثم قال: قل، فلم أقل شيئا، ثم قال: قل، فقلت: يا رسول الله ما أقول؟ قال: قل «قُلْ هُوَ اللَّهُ أَحَدٌ»، وَالمُعَوِّذَتَيْنِ، حِينَ تُمْسِي وَتُصْبِحُ ثَلاَثَ مَرَّاتٍ، تَكْفِيكَ مِنْ كُلِّ شَيْءٍ.[20][21]
- وعَنْ عُقْبَةَ بْنِ عَامِرٍ قَالَ: أَمَرَنِي رَسُولُ اللَّهِ صَلَّى اللهُ عَلَيْهِ وَسَلَّمَ أَنْ أَقْرَأَ الْمُعَوِّذَاتِ دُبُرَ كُلِّ صَلَاةٍ.[22]
- عن عائشة بنت أبي بكر قالت: كان إذا اشتكى يقرأُ على نفسِهِ بالمعوِّذاتِ وينفثُ، فلما اشتد وجعُه كنتُ أقرأ عليه وأمسحُ عليه بيمينِه رجاءَ بركتِها.[23]
- عَنْ عائشة بنت أبي بكر أَنَّ النَّبِيَّ ﷺ كَانَ إِذَا أَوَى إِلَى فِرَاشِهِ كُلَّ لَيْلَةٍ جَمَعَ كَفَّيْهِ ثُمَّ نَفَثَ فِيهِمَا فَقَرَأَ فِيهِمَا قُلْ هُوَ اللَّهُ أَحَدٌ وَقُلْ أَعُوذُ بِرَبِّ الْفَلَقِ وَقُلْ أَعُوذُ بِرَبِّ النَّاسِ ثُمَّ يَمْسَحُ بِهِمَا مَا اسْتَطَاعَ مِنْ جَسَدِهِ يَبْدَأُ بِهِمَا عَلَى رَأْسِهِ وَوَجْهِهِ وَمَا أَقْبَلَ مِنْ جَسَدِهِ يَفْعَلُ ذَلِكَ ثَلَاثَ مَرَّاتٍ.[24]
- وعن ابْنِ عَابِسٍ الْجُهَنِيِّ عن النبي أنه قال: يَا ابْنَ عَابِسٍ أَلَا أُخْبِرُكَ بِأَفْضَلِ مَا يَتَعَوَّذُ بِهِ الْمُتَعَوِّذُونَ؟ قَالَ: بَلَى يَا رَسُولَ اللَّهِ، قَالَ: قُلْ أَعُوذُ بِرَبِّ الْفَلَقِ وَقُلْ أَعُوذُ بِرَبِّ النَّاسِ هَاتَيْنِ السُّورَتَيْنِ.[25]
- وعَنْ أَبِي الْعَلَاءِ قَالَ: قَالَ رَجُلٌ: كُنَّا مَعَ رَسُولِ اللَّهِ ﷺ فِي سَفَرٍ، وَالنَّاسُ يَعْتَقِبُونَ، وَفِي الظَّهْرِ قِلَّةٌ، فَحَانَتْ نَزْلَةُ رَسُولِ اللَّهِ ﷺ وَنَزْلَتِي، فَلَحِقَنِي فَضَرَبَ مَنْكِبِيَّ، فَقَالَ: «قُلْ أَعُوَذُ بِرَبِّ الْفَلَقِ»، فَقَرَأَهَا رَسُولُ اللَّهِ ﷺ وَقَرَأْتُهَا مَعَهُ، ثُمَّ قَالَ: «قُلْ أَعُوَذُ بِرَبِّ النَّاسِ»، فَقَرَأَهَا رَسُولُ اللَّهِ ﷺ وَقَرَأْتُهَا مَعَهُ، فَقَالَ: «إِذَا صَلَّيْتَ فَاقْرَأْ بِهِمَا».[16]
- وعَنْ أَبِي سَعِيدٍ الخُدري أَنَّ رَسُولَ اللَّهِ ﷺ كَانَ يَتَعَوَّذُ مِنْ أَعْيُنِ الْجَانِّ وَعَيْنِ الْإِنْسَانِ، فَلَمَّا نَزَلَتِ الْمُعَوِّذَتَانِ أَخَذَ بِهِمَا، وَتَرَكَ مَا سِوَاهُمَا.[16]
- عَنْ عقبة بن عامر قَالَ: «اتَّبَعْتُ رَسُولَ اللَّهِ صَلَّى اللَّهُ عَلَيْهِ وَسَلَّمَ وَهُوَ رَاكِبٌ، فَوَضَعْتُ يَدِي عَلَى قَدَمِهِ، فَقُلْتُ: أَقْرِئْنِي يَا رَسُولَ اللَّهِ سُورَةَ هُودٍ وَسُورَةَ يُوسُفَ، فَقَالَ: لَنْ تَقْرَأَ شَيْئًا أَبْلَغَ عِنْدَ اللَّهِ مِنْ قُلْ أَعُوذُ بِرَبِّ الْفَلَقِ وَقُلْ أَعُوذُ بِرَبِّ النَّاسِ».[26]

واستنادًا على هذه الأحاديث فقد استحب العلماء قراءة الإخلاص والفلق والناس بعد صلاتي الفجر والمغرب ثلاث مراتٍ، فهما صلاتا الصباح والمساء، وأما بعد باقي الصلوات فمرة واحدة دبر كل صلاة. وجاء في فتاوى اللجنة الدائمة: «ورد قراءة سورة الإخلاص والمعوذتين دبر كل صلاة، لما رواه أبو داود في سننه عن عقبة بن عامر قال: (أمرني رسول الله صلى الله عليه وسلم أن أقرأ بالمعوذات دبر كل صلاة)، وفي رواية الترمذي: (بالمعوذتين) بدل المعوذات. فينبغي أن يقرأ: (قل هو الله أحد)، و(قل أعوذ برب الفلق)، و(قل أعوذ برب الناس) دبر كل صلاة، وأن تكرر عقب صلاة الفجر والمغرب ثلاث مرات، يقرؤها كل إنسانٍ وحده بقدْر ما يُسمع نفسه.». وقيل بأن تكرارها ثلاثَ مراتٍ هو في الصباح والمساء، فأما دبر صلاتي الفجر والمغرب فواحدة مثل باقي الصلوات.
واستدل العلماء على أنهما تكفيان من كل شر، قال الطيبي: «أي تدفع عنك كل سوء، فمن زائدة في الإثبات على مذهب جماعة وعلى مذهب الجمهور أيضا، لأن يكفيك مُتضمّنَةٌ للنفي كما يُعلَمُ من تفسيرها بـ"تدفع"، ويصح أن تكون لابتداء الغاية، أي تدفع عنك من أول مراتب السوء إلى آخرها، أو تبعيضية، أي بعض كل نوعٍ من أنواع السوء، ويحتمل أن يكون المعنى: تغنيك عما سواها، ويَنْصُرُ المعنى الثاني ما في الحديث الأول وهو حديث عقبة لقوله: فما تعوّذ مُتعوِّذ بمثلها.».

## المحتوى العام للسورة
محتوى السورة هو أمر الله للنبي بأن يتعوذ بالله ربِّهِ من شر ما يتقى شره من المخلوقات الشريرة، والأوقات التي يكثر فيها حدوث الشر، والأحوال التي تستتر أفعال الشر من ورائها؛ لئلا يرمى فاعلوها بتبعاتها، فعلَّم الله النبي هذه المعوذة ليتعوذ بها. وقد جاء ترتيب سورة الفلق في المصحف السورة قبل الأخيرة في المصحف، وجاءت بعدها سورة الناس، يقول في ذلك جلال الدين السيوطي: «قُدّمت الفلق على الناس -وإن كانت أقصرَ منها- لمناسبة مقطعها في الوزن لفواصل الإخلاص مع مقطع تبّتْ.» وعلَّق فخر الدين الرازي على مناسبة السورة لما قبلها من السور فقال: «بدأ بذكر صفات الله، وشرْح جلالِهِ في سورة «الإخلاص»، ثم أتبعه بذكر مراتب مخلوقاته في «الفلق»، ثم ختم بذكر مراتب النفس الإنسانية في «الناس»، وعند ذلك ختم الكتاب.» ثم فصّل ذلك بعد تفصيله سورة الفلق فقال:
| سورة الفلق | لما شرح الله سبحانه أمر الإلهية في سورة "الإخلاص"، ذكر هاتين السورتين عقبها في شرح مراتب الخلق على ما قال: ألا له الخلق والأمر. فعالم الأمر كله خيرات محضة، بريئة عن الشرور والآفات، وأما عالم الخلق فهو الأجسام الكثيفة، والجثمانيات، فلا جرم قال في المطلع: قل أعوذ برب الفلق من شر ما خلق. ثم من الظاهر أن الأجسام إما أثيرية أو عنصرية، والأجسام كلها خيرات محضة; لأنها بريئة عن الاختلال والفطور، على ما قال: ما ترى في خلق الرحمن من تفاوت فارجع البصر هل ترى من فطور". وإما عنصرية، فهي إما جمادات، فهي خالية عن جميع القوى النفسانية، فالظلمات فيها خالصة، والأنوار عنها زائلة، وهو المراد من قوله: ومن شر غاسق إذا وقب. وإما نبات، والقوة العادلة هي التي تزيد في الطول والعمق معا، فهذه القوة النباتية كأنها تنفث في العقد. وإما حيوان، وهو محل القوى التي تمنع الروح الإنسانية عن الانصباب إلى عالم الغيب، والاشتغال بقدس جلال الله، وهو المراد بقوله: ومن شر حاسد إذا حسد. ثم إنه لم يبق من السفليات بعد هذه المرتبة سوى النفس الإنسانية، وهى المستعيذة، فلا يكون مستعاذا منها فلا جرم قطع هذه السورة، وذكر بعدها في سورة "الناس" مراتب ودرجات النفس الإنسانية. | سورة الفلق |

## تفسيرها

### الآية الأولى

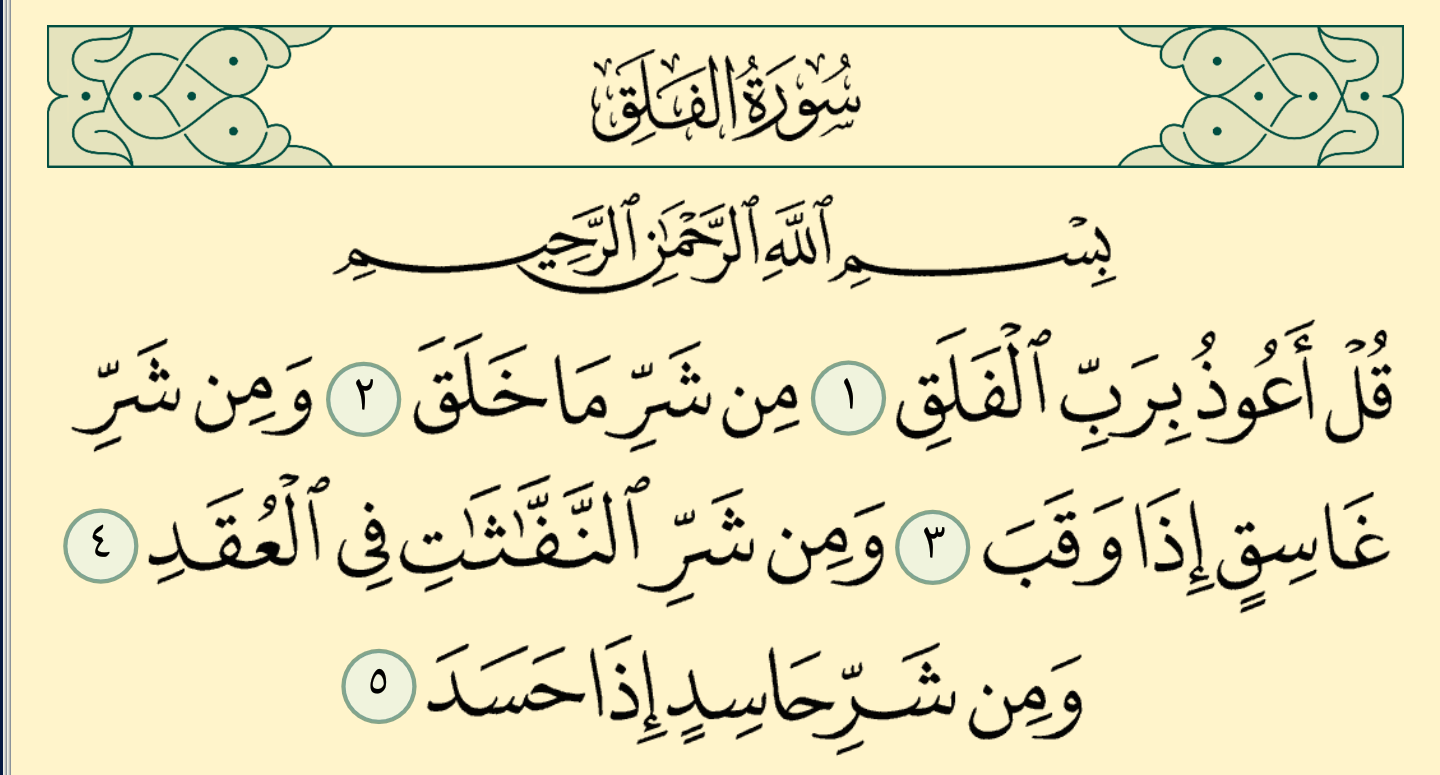
نص سورة الفلق بالرسم العثماني برواية حفص عن عاصم.

ابتدأت السورة بفعل أمر بالاستعاذة، بخطاب مُوَّجه إلى النبي، والعوذ: اللجأ إلى شيءٍ يقي من يلجأ إليه ما يخافُه، يقال: عاذ بفلان، وعاذ بحصن، ويقال: استعاذ، إذا سأل غيره أن يعيذه، قال تعالى: ﴿فَاسْتَعِذْ بِاللَّهِ ۚ إِنَّهُ سَمِيعٌ عَلِيمٌ﴾ (سورة الأعراف: 200) وعاذ من كذا، إذا صار إلى ما يعيذه منه، قال تعالى: ﴿فَاسْتَعِذْ بِاللَّهِ مِنَ الشَّيْطَانِ الرَّجِيمِ﴾ (سورة النحل: 98). والفلق: الصبح، وأصل الفلق: الانشقاق عن باطن شيء، واستعير لظهور الصبح بعد ظلمة الليل.
وقيل في معنى الفلق معانٍ أخرى، فقيل: «سجن في جهنم» قاله ابن عباس. وقال أبي بن كعب: «بيت في جهنم إذا فتح صاح أهل النار من حره». وقال الحبلي أبو عبد الرحمن: «هو اسم من أسماء جهنم». وقال الكلبي: «وادِ في جهنم». وقال عبد الله بن عمر بن الخطاب: «شجرة في النار». ورُوي عن سعيد بن جبير: «جب في النار». وعن جابر بن عبد الله الأنصاري والحسن البصري وسعيد بن جبير ومجاهد بن جبر وقتادة بن دعامة ومحمد بن كعب القرظي وعبد الرحمن بن زيد بن أسلم: «الفلق: الصبح». فقيل: فكل ما انفلق عن شيءٍ من حيوان وصبح وحب ونوى وماء فهو فلق، قال الله تعالى: ﴿فَالِقُ الْإِصْبَاحِ وَجَعَلَ اللَّيْلَ سَكَنًا وَالشَّمْسَ وَالْقَمَرَ حُسْبَانًا ذَلِكَ تَقْدِيرُ الْعَزِيزِ الْعَلِيمِ ۝٩٦﴾، وقال: ﴿إِنَّ اللَّهَ فَالِقُ الْحَبِّ وَالنَّوَى يُخْرِجُ الْحَيَّ مِنَ الْمَيِّتِ وَمُخْرِجُ الْمَيِّتِ مِنَ الْحَيِّ ذَلِكُمُ اللَّهُ فَأَنَّى تُؤْفَكُونَ ۝٩٥﴾ [الأنعام:95]. وتقول العرب: «هو أبين من فلق الصبح وفرق الصبح». وقال الشاعر:
وقيل: الفلق: الجبال والصخور تنفلق بالمياه، أي تتشقق. وقيل: هو التفليق بين الجبال والصخور، لأنها تتشقق من خوف الله عز وجل. قال زهير بن أبي سلمى:
قال الضحاك بن مزاحم: «الفلق الخلق كله»، قال:

### الآية الثانية
- أي قل: أستعيذ برب المخلوقات، ومبدع الكائنات، من كل أذى وشر من مخلوق من مخلوقاته طرّا. ثم خصص من بعض ما خلق أصنافًا يكثر وقوع الأذى منهم فطلب إليه التعوذ من شرهم ودفع أذاهم، قال فخر الدين الرازي:[30]

| سورة الفلق | في تفسير هذه الآية وجوه: - أحدها: قال عطاء عن ابن عباس: يريد إبليس خاصة؛ لأن الله تعالى لم يخلق خلقًا هو شر منه؛ ولأن السورة إنما نزلت في الاستعاذة من السحر، وذلك إنما يتم بإبليس وبأعوانه وجنوده. - وثانيها: يريد جهنم كأنه يقول: قل أعوذ برب جهنم ومن شدائد ما خلق فيها. - وثالثها: (مِنْ شَرِّ مَا خَلَقَ) يريد من شر أصناف الحيوانات المؤذيات كالسباع والهوام وغيرهما، ويجوز أن يدخل فيه من يؤذيني من الجن والإنس أيضا، ووصف أفعالها بأنها شر، وإنما جاز إدخال الجن والإنسان تحت لفظة "ما"؛ لأن الغلبة لمّا حصلت في جانب غير العقلاء حسُن استعمال لفظة "ما" فيه؛ لأن العبرة بالأغلب أيضًا، ويدخل فيه شرور الأطعمة الممرضة وشرور الماء والنار، فإن قيل: الآلام الحاصلة عقيب الماء والنار، ولدغ الحية والعقرب حاصلة بخلق الله تعالى ابتداءً على قول أكثر المتكلمين، أو متولدة من قوىً خلقها الله تعالى في هذه الأجرام على ما هو قول جمهور الحكماء وبعض المتكلمين، وعلى التقديرين فيصير حاصل الآية أنه تعالى أمر الرسول عليه السلام بأن يستعيذ بالله من الله، فما معناه؟ قلنا: وأي بأسٍ بذلك، ولقد صرح عليه السلام بذلك، فقال: وأعوذ بك منك. - ورابعها: أراد به ما خلق من الأمراض والأسقام والقحط وأنواع المحن والآفات. | سورة الفلق |

### الآية الثالثة
الغسق هو الليل، وقيل: أول ظلمة الليل، وقيل هو القمر، ووقب أي دخل في الِاسْوِدَادِ وانمحى نوره. لِمَا رُوي عن عائشة بنت أبي بكر: «أَنَّهُ أَخَذَ رَسُولُ اللَّهِ صَلَّى اللَّهُ عَلَيْهِ وَسَلَّمَ بِيَدِهَا وَأَشَارَ إِلَى الْقَمَرِ، وَقَالَ: اسْتَعِيذِي بِاللَّهِ مِنْ شَرِّ هَذَا فَإِنَّهُ الْغَاسِقُ إِذَا وَقَبَ».
ومعنى إذا وقب القمر أي إذا دخل في ساهوره، وهو كالغلاف له، وذلك إذا خُسِفَ به. وكل شيءٍ أسود فهو غسق.

### الآية الرابعة

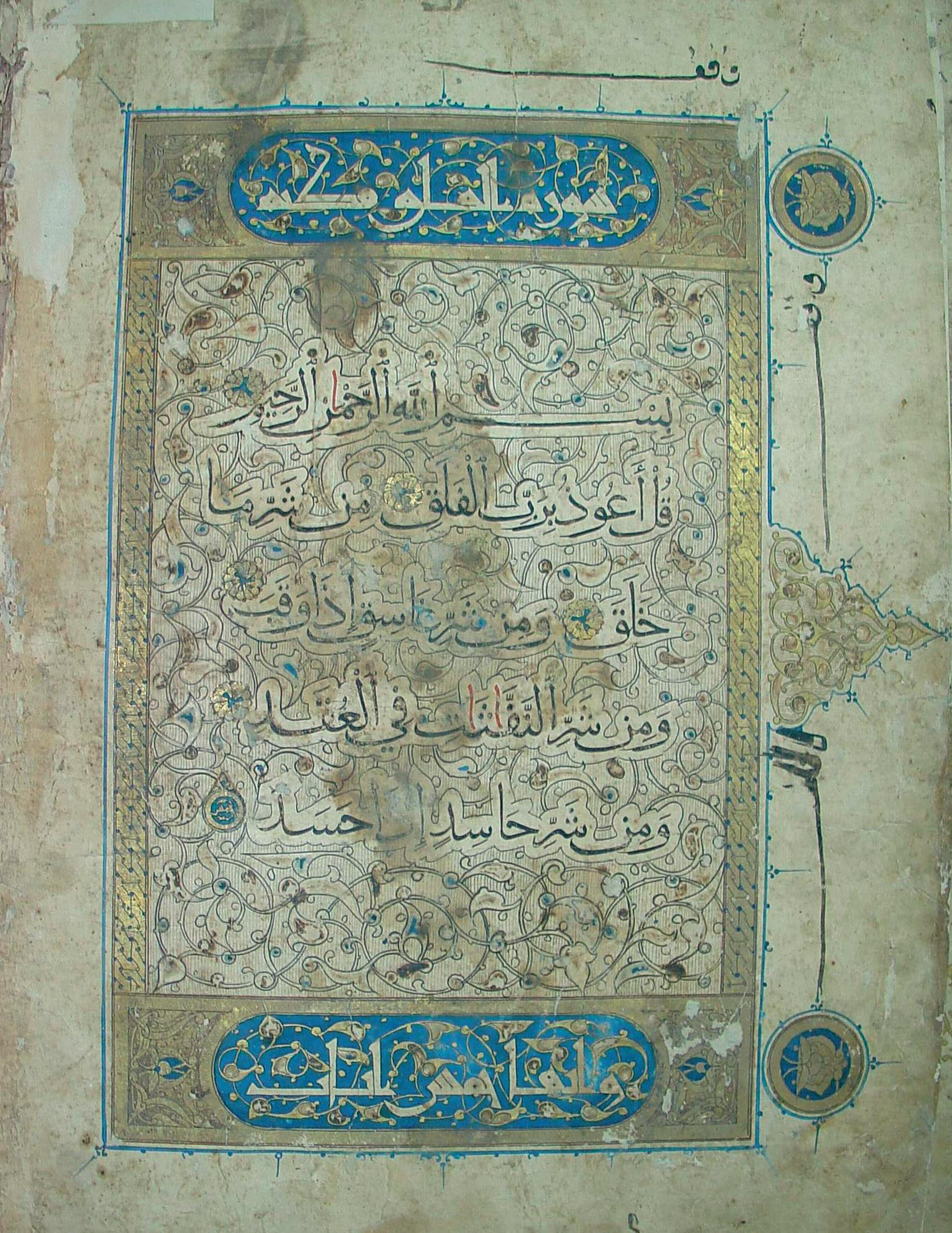
الصفحة الختامية من مخطوطة القرآن تعود للعصر المملوكي لأحمد بن كمال بن يحيى الأنصاري.

النفث: نفخ مع تحريك اللسان بدون إخراج ريق فهو أقل من التفل يفعله السحرة. فالنفاثات في العقد هن «النساء الساحرات»، وإنما جيء بصفة المؤنث لأن الغالب عند العرب أن يتعاطى السحرَ النساء لأن نساءهم لا شغل لهن بعد تهيئة لوازم الطعام والماء والنظافة، فلذلك يكثر انكبابهن على مثل هذه الأعمال من السحر والتكهن ونحو ذلك. وقيل جيء بصفة المؤنث نسبة إلى «النُّفُوسُ»، وقيل «الجماعات».

والعُقد: جمع عقدة وهي ربط في خيط أو وتر يزعم السحرة أن سحر المسحور يستمر ما دامت تلك العقد معقودة، ولذلك يخافون من حلها فيدفنونها أو يخبئونها في محل لا يُهتدى إليه. وقد جاء في الحديث عَنْ أَبِي هُرَيْرَةَ قَالَ: قَالَ رَسُولُ اللَّهِ ﷺ: «مَنْ عَقَدَ عُقْدَةً ثُمَّ نَفَثَ فِيهَا فَقَدْ سَحَرَ، وَمَنْ سَحَرَ فَقَدْ أَشْرَكَ، وَمَنْ تَعَلَّقَ شَيْئًا وُكِلَ إِلَيْهِ». بينما قال أَبُو عُبَيْدَةَ: «"النَّفَّاثَاتِ" هُنَّ بَنَاتُ لَبِيدِ بْنِ أَعْصَمَ الْيَهُودِيِّ سَحَرْنَ النَّبِيَّ صَلَّى اللَّهُ عَلَيْهِ وَسَلَّمَ»، ومجيء النفاثات مُعرَّفةً باللام إشارةٌ إلى أنهن كن مَعلوماتٍ بين العرب. وعطف شر النفاثات في العقد على شر الليل لأن الليل وقت يتحين فيه السحرة إجراء السحر لئلا يطّلع عليهم أحد. قال محمد الطاهر بن عاشور:

### الآية الخامسة
وَمِن شَرِّ حَاسِدٍ إِذَا حَسَدَ، قال ابن عباس وعطاء: «من نفس ابن آدم وعينه». الحسد هو تمني زوال نعمة المحسود؛ وإن لم يَصِرْ للحاسد مثلُها. والمنافسة هي تمني مثلُها وإن لم تَزِلْ. فالحسد شر مذموم. والمنافسة مباحة وهي الغبطة. وقد روي أن النبي قال: إنَّ الْمُؤْمِنَ يَغْبِطُ وَالْمُنَافِقَ يَحْسُدُ. وقال العلماء: الحاسد لا يضر إلا إذا ظهر حسده بفعلٍ أو قولٍ، وذلك بأن يحمله الحسد على إيقاع الشر بالمحسود، فيتبع مساوئه، ويطلب عثراته. وعُطف شر الحاسد على شر الساحر المعطوف على شر الليل حيث يدعو الحاسد إلى أذى المحسود أن يتطلب حصول أذاه لتوهم أن السحر يزيل النعمة التي حسده عليها ولأن ثوران وجدان الجسد يكثر في وقت الليل، لأن الليل وقت الخلوة وخطور الخواطر النفسية والتفكر في الأحوال الحافة بالحاسد وبالمحسود.
واستدل العلماء بالآية على أن العين حق، واستحباب التعوذ من الحسد والعين. وروى أحمد ومسلم أن النبي قال: «العين حق، ولو كان شيء سابقٌ القدرَ لسبقته العين». وقال الحسين بن الفضل: إنَّ الله جمع الشرور في هذه الآية وختمها بالحسد ليُعلم أنه أخسُّ الطبائع.
قال القرطبي في تفسير هذه الآية: «والحسد مذموم، وصاحبه مغموم، وهو يأكل الحسنات كما تأكل النار الحطب. ويقال: الحسد أول ذنب عُصيَ الله به في السماء، وأول ذنب عصي به في الأرض، فأما في السماء فحسد إبليس لآدم، وأما في الأرض فحسد قابيل لهابيل». وقال الزجّاج: «قيل: لا ينبغي أن يتمنى الرجل مال غيره ومنزل غيره، فإِن ذلك هو الحسد»، وقال ابن عثيمين: «والآية تدلُّ على تحريم الحسد؛ لأنَّ مشابهة الكفار بأخلاقهم محرمة. والحاسد لا يزداد بحسده إلا نارًا تتلظى في جوفه؛ وكلما ازدادت نعمة الله على عباده ازداد حسرة؛ فهو مع كونه كارهًا لنعمة الله على هذا الغير مضاد لله في حكمه؛ لأنَّه يكره أن يًنعم الله على هذا المحسود، ثم إنَّ الحاسد أو الحسود مهما أعطاه الله من نعمةٍ لا يرى لله فضلًا فيها؛ لأنَّه لابدَّ أن يرى في غيره نعمة أكثر مما أنعم الله به عليه، فيحتقرَ النعمة».

## إعراب السورة
| إعراب سورة الفلق                       | إعراب سورة الفلق | إعراب سورة الفلق | إعراب سورة الفلق | إعراب سورة الفلق | إعراب سورة الفلق |
| -------------------------------------- | --- | ---------------- | ---------------- | ---------------- | ---------------- |
| ﴿قُلْ أَعُوذُ بِرَبِّ الْفَلَقِ ۝١﴾ [الفلق:1]        | |                  |                  |                  |                  |
| قُلْ                                     | فعل أمر مبني على السّكون، والفاعل ضمير مستتر تقديره أنت، والجملة ابتدائية لا محل لها.                                                                                              |                  |                  |                  |                  |
| أَعُوذُ                                   | فعل مضارع مرفوع وعلامة رفعه الضمة الظاهرة والفاعل ضميرٌ مُستتر تقديرهُ أنا. |                  |                  |                  |                  |
| بِرَبِّ                                    | الباء: حرف جر مبني على الكسر. رَبِّ: اسم مجرور وعلامة جرّه الكسرة، وهو مُضاف. |                  |                  |                  |                  |
| الْفَلَقِ                                  | مُضافٌ إليه مجرور وعلامة جرّه الكسرة. |                  |                  |                  |                  |
| ﴿مِنْ شَرِّ مَا خَلَقَ ۝٢﴾ [الفلق:2]             | |                  |                  |                  |                  |
| مِنْ                                     | حرفُ جرٍّ مبني على السّكون. |                  |                  |                  |                  |
| شَرِّ                                     | اسمٌ مجرور وعلامة جرّه الكسرة، وهو مُضاف. |                  |                  |                  |                  |
| مَا                                     | اسمٌ موصولٌ مبني على السّكون في محلِّ جرٍّ مُضافٍ إليه. |                  |                  |                  |                  |
| خَلَقَ                                    | فعلٌ ماضٍ مبني على الفتح، والفاعل: ضميرٌ مُستتر تقديره هو. والجملة صلة الموصول لا محل لها من الإعراب.                                                                                 |                  |                  |                  |                  |
| ﴿وَمِنْ شَرِّ غَاسِقٍ إِذَا وَقَبَ ۝٣﴾ [الفلق:3]      | |                  |                  |                  |                  |
| ومِنْ                                    | الواو: حرفُ عطفٍ مبني على الفتح، مِنْ: حرفُ جرٍّ مبني على السّكون. |                  |                  |                  |                  |
| شَرِّ                                     | اسمٌ مجرور وعلامة جرّه الكسرة، وهو مُضاف. |                  |                  |                  |                  |
| غَاسِقٍ                                   | مُضافٌ إليه مجرور وعلامة جرّه الكسرة. |                  |                  |                  |                  |
| إِذَا                                    | ظرفُ زمانٍ لما يستقبل مبني على السّكون. |                  |                  |                  |                  |
| وَقَبَ                                    | فعلٌ ماضٍ مبني على الفتح، والفاعل: ضميرٌ مُستتر تقديره هو. والجملة في محل جر بالإضافة.                                                                                                |                  |                  |                  |                  |
| ﴿وَمِنْ شَرِّ النَّفَّاثَاتِ فِي الْعُقَدِ ۝٤﴾ [الفلق:4] | |                  |                  |                  |                  |
| ومِنْ                                    | الواو: حرفُ عطفٍ مبني على الفتح، مِنْ: حرفُ جرٍّ مبني على السّكون. |                  |                  |                  |                  |
| شَرِّ                                     | اسمٌ مجرور وعلامة جرّه الكسرة، وهو مُضاف. |                  |                  |                  |                  |
| النَّفَّاثَاتِ                               | مُضافٌ إليه مجرور وعلامة جرّه الكسرة. |                  |                  |                  |                  |
| فِي                                     | حرفُ جرٍّ مبني على السّكون. |                  |                  |                  |                  |
| الْعُقَدِ                                  | اسمٌ مجرور وعلامة جرّه الكسرة، وهو مُضاف. |                  |                  |                  |                  |
| ﴿وَمِنْ شَرِّ حَاسِدٍ إِذَا حَسَدَ ۝٥﴾ [الفلق:5]      | |                  |                  |                  |                  |
| ومِنْ                                    | الواو: حرفُ عطفٍ مبني على الفتح، مِنْ: حرفُ جرٍّ مبني على السّكون. |                  |                  |                  |                  |
| شَرِّ                                     | اسمٌ مجرور وعلامة جرّه الكسرة، وهو مُضاف. |                  |                  |                  |                  |
| حَاسِدٍ                                   | مُضافٌ إليه مجرور وعلامة جرّه الكسرة. |                  |                  |                  |                  |
| إِذَا                                    | ظرفُ زمانٍ لما يستقبل مبني على السّكون. |                  |                  |                  |                  |
| حَسَدَ                                    | فعلٌ ماضٍ مبني على الفتح، والفاعل: ضميرٌ مُستتر تقديره هو. والجملة في محل جر بالإضافة، وجملة مقول القول (أعوذ برب الفلق ... ومن شر حاسد إذا حسد) في محل نصب مفعول به لفعل الأمر (قُلْ). |                  |                  |                  |                  |

### معلومات المراجع المُفصَّلة
الكتب مرتبة حسب تاريخ النشر
- الخطيب الشربيني (1868)، السراج المنير في الإعانة على معرفة بعض معاني كلام ربنا الحكيم الخبير، القاهرة: الهيئة العامة لشؤون المطابع الأميرية، OCLC:236016840، QID:Q115641715
- القرطبي (1935)، الجامع لأحكام القرآن، والمبين لما تضمنه من السنة وآي الفرقان: تفسير القرطبي، القاهرة: دار الكتب والوثائق القومية، OCLC:17965928، QID:Q115683910{{استشهاد}}:  صيانة الاستشهاد: ref duplicates default (link)
- محمد الطاهر بن عاشور (1973)، التحرير والتنوير من التفسير، تونس: دار سحنون، OCLC:777152792، QID:Q116452785
- جلال الدين السيوطي (1978)، تناسق الدرر في تناسب السور: أسرار ترتيب القرآن، تحقيق: عبد القادر عطا (ط. 2)، القاهرة: دار الاعتصام، OCLC:4770960033، QID:Q115732199
- عبد الفتاح القاضي (1981)، البدور الزاهرة في القراءات العشر المتواترة (ط. 1)، بيروت: دار الكتاب العربي، OCLC:457123342، QID:Q115641917
- محمد الطاهر بن عاشور (1984)، التحرير والتنوير من التفسير، تونس: الدار التونسية للنشر، OCLC:11603545، QID:Q115641984
- محي الدين درويش (1992)، إعراب القرآن الكريم وبيانه (ط. 3)، دمشق، حمص: اليمامة للطباعة والنشر والتوزيع، دار ابن كثير، دار الإرشاد للشؤون الجامعية، OCLC:4771426697، QID:Q115640897
- الواحدي النيسابوري (1992)، أسباب النزول، تحقيق: عصام الحميدان (ط. 2)، الدمام: دار الإصلاح، OCLC:4770205220، QID:Q115754123
- أبو عمرو الداني (1994)، البيان في عد آي القرآن، تحقيق: غانم قدوري الحمد (ط. 1)، الكويت: مركز المخطوطات والتراث والوثائق، OCLC:32312189، QID:Q115651867
- ابن كثير الدمشقي (1998)، تفسير القرآن العظيم: تفسير ابن كثير، تحقيق: محمد حسين شمس الدين (ط. 1)، بيروت: دار الكتب العلمية، OCLC:914363003، QID:Q115701544
- جلال الدين السيوطي (1974)، الإتقان في علوم القرآن، تحقيق: محمد أبو الفضل إبراهيم، القاهرة: الهيئة المصرية العامة للكتاب، OCLC:4770017618، QID:Q115728353
- فخر الدين الرازي (2004)، مفاتيح الغيب، بيروت: دار الكتب العلمية، OCLC:1114543549، QID:Q116459741
- محمد بن جرير الطبري (2001)، جامع البيان عن تأويل آي القرآن: تفسير الطبري، تحقيق: عبد الله بن عبد المحسن التركي (ط. 1)، القاهرة: هجر للطباعة والنشر والتوزيع والإعلان، OCLC:1103746918، QID:Q97221368
- أحمد بن حنبل (2001)، مسند الإمام أحمد بن حنبل، تحقيق: شعيب الأرنؤوط (ط. 1)، بيروت: مؤسسة الرسالة، OCLC:38490947، QID:Q115484580
- أحمد الدعاس؛ أحمد حميدان؛ إسماعيل القاسم (2004)، إعراب القرآن الكريم (ط. 1)، دمشق، بيروت: دار النمير، دار الفارابي، OCLC:957327916، QID:Q115640158
- محمد حسين سلامة (2006). إعراب جزء عم: إعراب وتفسير وبلاغة وأسباب النزول (ط. 1). القاهرة: دار الآفاق العربية. ISBN:977-344-102-4. OCLC:587740694. QID:Q115683765.
- أحمد بن شعيب النسائي (1994)، سنن النسائي، مكتب المطبوعات الإسلامية، OCLC:1103856588، QID:Q116459801
- الزبيدي، مرتضى (1408 هـ - 1987 م). "تخريج أحاديث إحياء علوم الدين، قد قال صلى الله عليه وسلم المؤمن يغبط والمنافق يحسد، المكتبة الشاملة الحديثة". المكتبة الشاملة. دار العاصمة للنشر - الرياض. ص. 1842. مؤرشف من الأصل في 15 يوليو 2022. اطلع عليه بتاريخ 2022-07-15. {{استشهاد ويب}}: تحقق من التاريخ في: |سنة= (مساعدة)
- المباركفوري، محمد بن عبد الرحمن بن عبد الرحيم. تحفة الأحوذي، كتاب تفسير القرآن، باب ومن سورة المعوذتين، الجزء رقم9. دار الكتب العلمية. ص. 213. مؤرشف من الأصل في 2020-11-12. اطلع عليه بتاريخ 2022-07-15.{{استشهاد بكتاب}}:  صيانة الاستشهاد: ref duplicates default (link)
- الثعلبي، أبو إسحاق أحمد بن محمد. الكشف والبيان (تفسير الثعلبي)، جـ 10. ص. 337. مؤرشف من الأصل في 2021-06-27. اطلع عليه بتاريخ 2021-06-20.{{استشهاد بكتاب}}:  صيانة الاستشهاد: ref duplicates default (link)
- جلال الدين السيوطي (1426 هـ - 2006). عبد الرزاق المهدي (المحرر). لباب النقول في أسباب النزول (PDF). بيروت - لبنان: دار الكتاب العربي. ص. 269، 270. ISBN:9953271348. مؤرشف من الأصل (PDF) في 2021-02-13. {{استشهاد بكتاب}}: تحقق من التاريخ في: |سنة= (مساعدة)
- يسري السيد محمد؛ صالح أحمد الشامي (1427 هـ). بدائع التفسير، الجامع لما فسره الإمام ابن قيم الجوزية (ط. الأولى). الرياض: دار ابن الجوزي. ج. 3. ص. 414. مؤرشف من الأصل في 13 فبراير 2021. {{استشهاد بكتاب}}: تحقق من التاريخ في: |سنة= (مساعدة)
- السيوطي، جلال الدين (1406هـ / 1986م). شرح السيوطي لسنن النسائي، كتاب الاستعاذة، الجزء رقم8. دار البشائر الإسلامية. ص. 250. مؤرشف من الأصل في 13 فبراير 2021. اطلع عليه بتاريخ 2021-02-13. {{استشهاد بكتاب}}: تحقق من التاريخ في: |سنة= (مساعدة)
- البحراني، السيد هاشم. البرهان في تفسير القرآن. مؤسسة البعثة. ج. الجُزء الخامس. ص. 819. مؤرشف من الأصل في 2021-08-20.
- ابن عبد الوهاب، محمد (1414 هـ - 1994م). فهد بن عبد الرحمن بن سليمان الرومي (المحرر). تفسير سورة الناس (PDF) (ط. الثانية). الرياض: مؤسسة الرسالة. ص. 51. مؤرشف من الأصل (PDF) في 2021-02-13. {{استشهاد بكتاب}}: تحقق من التاريخ في: |سنة= (مساعدة)
- السندي، نور الدين محمد بن عبد الهادي (1428هـ / 2008م). حاشية مسند الإمام أحمد بن حنبل، مسانيد المقلين، عقبة بن عام، الجزء رقم10. وزارة الأوقاف والشؤون الإسلامية بدولة قطر. ص. 180. مؤرشف من الأصل في 2021-02-13. اطلع عليه بتاريخ 2021-02-13. {{استشهاد بكتاب}}: تحقق من التاريخ في: |سنة= (مساعدة)
- النووي، محيي الدين (1416هـ / 1996م). شرح النووي على مسلم، كتاب صلاة المسافرين وقصرها، باب فضل قراءة المعوذتين، الجزء رقم6. دار الخير. ص. 420. مؤرشف من الأصل في 2021-02-13. اطلع عليه بتاريخ 2021-02-13. {{استشهاد بكتاب}}: تحقق من التاريخ في: |سنة= (مساعدة)
- الزرقاني، محمد بن عبد الباقي (1424هـ / 2003م). شرح الزرقاني على موطأ الإمام مالك، كتاب الجامع، باب العين والمرض، التعوذ والرقية من المرض، الجزء رقم4. مكتبة الثقافة الدينية. ص. 517. مؤرشف من الأصل في 2021-02-13. اطلع عليه بتاريخ 2021-02-13. {{استشهاد بكتاب}}: تحقق من التاريخ في: |سنة= (مساعدة)

الفتاوى مرتبة حسب رقم الفتوى
إسلام ويب (مركز الفتاوي):
- "326251 - مشروعية وعدد قراءة المعوذات دبر الصلوات والصباح والمساء". 4 أبريل 2016. مؤرشف من الأصل في 2019-02-27. اطلع عليه بتاريخ 2021-02-13.
- "16755 - الأدلة من القرآن والسنة على تأثير العين". مؤرشف من الأصل في 2020-10-29. اطلع عليه بتاريخ 2022-07-15.
- "291535 - معنى قل هو الله أحد والمعوذتين حين تمسي تكفيك من كل شيء وهل تجزئ عن غيرها". مؤرشف من الأصل في 2020-08-11. اطلع عليه بتاريخ 2021-02-13.

الإسلام سؤال وجواب:
- "115073 - استحباب قراة المعوذات بعد كل صلاة مرة، وفي الصباح والمساء ثلاث مرات". 17 مارس 2008. مؤرشف من الأصل في 2021-02-13. اطلع عليه بتاريخ 2021-02-13.
- "174571 - هل النفث يكون قبل القراءة أو بعدها ؟". مؤرشف من الأصل في 2021-02-13. اطلع عليه بتاريخ 2021-02-13.

الدرر السنية:
- "موسوعة الأخلاق، الأخلاق المذمومة، أولًا: ذم الحسد والنهي عنه في القرآن الكريم". مؤرشف من الأصل في 2017-11-24. اطلع عليه بتاريخ 2022-07-15.

## وصلات خارجية
- سورة الفلق بصوت القارئ عبد الباسط عبد الصمد. على يوتيوب
- سورة الفلق بصوت القارئ ماهر المعيقلي. على يوتيوب
- سورة الفلق: تَجويدًا وتَفسيرًا، موقع التفسير.